# Tanytarsus sinuatus
Tanytarsus sinuatus är en tvåvingeart som beskrevs av Maurice Emile Marie Goetghebuer 1936. Tanytarsus sinuatus ingår i släktet Tanytarsus och familjen fjädermyggor. Inga underarter finns listade i Catalogue of Life.